# Snöstorm och mandeldoft
Snöstorm och mandeldoft är en kriminalroman av Camilla Läckberg utgiven 2007. Historien är en kortroman som Läckberg skrev som juldeckare för tidningen Allas 2006.

## Handling
Martin Molin från Tanumspolisen inbjuds av flickvännen till släktträff på Valön dit han anländer som siste gäst. Förbindelsen med fastlandet avbryts av en snöstorm och fasliga händelser utspelas på den isolerade ön - här anknyter författaren till en klassisk deckarsituation: mord i en sluten miljö.